# André Fefeu

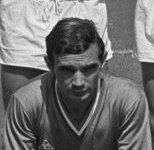
Fefeu 1968 im Trikot von Saint-Étienne

André Fefeu (* 25. August 1938 in Saint-Mars-d’Outillé, Département Sarthe; † 13. Juli 2023) war ein französischer Fußballspieler.

## Karriere
Der 168 Zentimeter große Flügelspieler, der meist auf der rechten Seite aufgeboten wurde, lief in seiner Jugend für verschiedene Klubs in seiner westfranzösischen Heimatregion auf. Er wurde von Talentscouts des Erstligisten Stade Français entdeckt und unterschrieb dort 1960 seinen ersten Profivertrag. Zu einer Zeit, in der Ein- und Auswechslungen nicht möglich waren, musste er einige Zeit auf seinen Durchbruch warten, erhielt aber noch im Verlauf seiner ersten Spielzeit bei dem Klub aus Paris das Vertrauen von Trainer Joseph Mercier. In der Folgezeit wurde er zum unumstrittenen Stammspieler in einem Team, das jedes Jahr gegen den Abstieg zu kämpfen hatte, wobei es diese Aufgabe immer wieder meistern konnte. Als Torschütze war der Offensivspieler für den Hauptstadtklub mäßig erfolgreich und hielt während seiner Zeit beim Stade Français konstant ein Niveau von sechs bis acht Treffern pro Spielzeit. Trotz der Platzierungen im hinteren Bereich der Tabelle durfte Fefeu mit seiner Mannschaft von 1964 an im Messestädte-Pokal antreten, was sein Debüt auf europäischer Ebene mit sich brachte. 1966 kehrte er dem Stade Français nach sechs Jahren den Rücken und unterschrieb beim Ligakonkurrenten AS Saint-Étienne.
Bei Saint-Étienne, wo er den früheren französischen Nationalspieler Maryan Wisnieski ersetzen sollte, nahm er von Beginn an einen festen Platz in der ersten Elf ein und gehörte somit der Mannschaft an, die 1967 französischer Meister wurde. Dies brachte ihm seine erste Teilnahme am Europapokal der Landesmeister ein; ähnlich wie zuvor mit dem Stade Français konnte er auch mit Saint-Étienne keine bedeutenden Erfolge in Europa erzielen. Obwohl durch die Verpflichtung des neuen Trainers Albert Batteux ein Wechsel des taktischen Systems zustande kam, konnte Fefeu seine Position in der Mannschaft behaupten und verteidigte 1968 darüber hinaus den Meistertitel. Neben diesem Erfolg gelang Saint-Étienne der Einzug ins nationale Pokalfinale 1968; der Spieler stand bei dem 2:1-Sieg gegen Girondins Bordeaux auf dem Platz und sicherte sich damit zum einzigen Mal in seiner Karriere diese Trophäe. 1969 wurde er zum dritten Mal in Serie französischer Meister.
Direkt im Anschluss an den erneuten Gewinn der Meisterschaft kehrte er Saint-Étienne 1969 den Rücken und wechselte zum auf Korsika heimischen Ligakonkurrenten AC Ajaccio. Nach Jahren an der Spitze der Liga hatte er den Abstiegskampf anzutreten, der am Saisonende im Jahr 1970 knapp bestanden wurde. Zur selben Zeit beendete der damals 31-Jährige nach 254 Erstligapartien mit 70 Toren und als bester Erstligatorschütze in der Vereinsgeschichte des Stade Français seine Profilaufbahn. Er wechselte zur in die dritte Spielklasse aufgestiegenen AJ Auxerre und kämpfte mit der um den Aufstieg in die Zweitklassigkeit. Daran scheiterte er jedoch mehrfach, bevor er 1973 seine Laufbahn endgültig beendete. Eine Aufnahme in die Nationalelf seines Landes war dem Spieler nie gelungen.